# Angelika Schafferer
Franziska Angelika Schafferer (ur. 27 stycznia 1948 w Rinn) – austriacka saneczkarka. W latach 1979–1981 wygrała trzykrotnie Puchar Świata na torach lodowych. W 1978 zdobyła brązowy medal mistrzostw świata w Imst. W 1980  na zimowych igrzyskach olimpijskich w Lake Placid zajęła siódme miejsce.